# Abax blatchleyi
Abax blatchleyi är en skalbaggsart som beskrevs av Thomas Casey. Abax blatchleyi ingår i släktet Abax och familjen jordlöpare. Inga underarter finns listade i Catalogue of Life.